# نیت ولترز
نیت ولترز (انگلیسی: Nate Wolters؛ زادهٔ ۱۵ مهٔ ۱۹۹۱) بازیکن بسکتبال اهل ایالات متحده آمریکا است.
از باشگاه‌هایی که در آن بازی کرده‌است می‌توان به نیو اورلینز پلیکانز، باشگاه بسکتبال پاناتینایکوس، و میلواکی باکس اشاره کرد.